# Бег на 80 метров с барьерами
Бег на 80 метров с барьерами — историческая дисциплина, относящаяся к женским спринтерским дистанциям беговой легкоатлетической программы. 
На дистанции установлено 8 барьеров, между которыми расстояние 8 метров. Расстояние от старта до первого барьера 12 метров, и от последнего барьера до финиша также 12 метров. Высота барьера 76,2 см.

## История
Впервые соревнования на 80 метров с барьерами были проведены для женщин в 1926 году. С 1949 года дисциплина была включена в программу пятиборья. С 1932 по 1968 год была олимпийской дисциплиной, а с 1972 года её заменили на 100 метров с барьерами. 

## Правила
Для дисциплины действовали следующие правила IAAF:
- Барьеры должны быть сделаны из металла, а верхняя планка из дерева.
- Длина и ширина строго в соответствии с правилами. Верхняя планка должна быть окрашена по принципу "зебра" поочерёдно в белый и чёрный цвет.
- Используемый хронометр должен быть утверждён IAAF.
- Спортсмен дисквалифицируется за преднамеренный снос барьера, однако он не наказывается если задел барьер случайно.
- Спортсмен не может мешать своим конкурентам, в противном случае он дисквалифицируется.